# Giovanni Tarditi
Giovanni Tarditi (Genova, 30 novembre 1923 – Genova, 25 settembre 1996) è stato un grecista e filologo classico italiano.

## Biografia
Formatosi a Genova alla scuola di Quintino Cataudella, si laureò in Letteratura greca (avendo come relatore Francesco Della Corte) e in Filosofia, specializzandosi poi a Roma con Carlo Gallavotti grazie ad una borsa di studio. A Roma fu professore di liceo, percorrendo l'intera carriera scolastica da professore, a preside, a ispettore ministeriale e nel contempo insegnando all'Università (a Roma come incaricato di Papirologia e a Macerata come incaricato di Letteratura Greca).
Divenne ordinario di Letteratura Greca all'Università di Pavia nel 1970, e a Pavia insegnò dal 1970 al 1975. Fu chiamato successivamente all'Università di Genova, ove fu ordinario di Civiltà Greca dal 1975 al 1979 e Preside della Facoltà di Magistero nel 1978-1979. In séguito ricevette la chiamata come ordinario di Letteratura Greca all'Università Cattolica del Sacro Cuore di Milano, ove fu professore di Letteratura Greca dal 1979 al 1996, direttore dell'Istituto di Filologia Classica e Preside della Facoltà di Lettere e Filosofia. Morì a Genova nel 1996.
La sua attività di studioso fu dedicata largamente alla poesia e alla poetica greca; vivissimo interesse ebbe sempre per il rapporto tra Università e scuola, come testimoniato dalla sua fortunata Storia della letteratura greca e dalla fondazione di una rivista, Aevum Antiquum, il cui compito istituzionale era appunto quello di favorire, oltre alla ricerca universitaria, anche la feconda collaborazione tra Università e insegnamento medio superiore.

## Pubblicazioni
La bibliografia di Tarditi è elencata nel primo dei due volumi degli scritti in suo onore pubblicati nel 1995: Studia classica Iohanni Tarditi oblata, a cura di L. Belloni, G. Milanese, A. Porro, Milano, Vita e pensiero, 1995
Volumi principali
- Archiloco: introduzione, testimonianze sulla vita e sull'arte, testo critico, traduzione, Roma, Edizioni dell'Ateneo, 1968
- Storia della letteratura greca dalle origini al V secolo d.C., Torino, Loescher 1973, 1991²
- Studi di poesia greca e latina, a cura di L. Belloni, G. Milanese, A. Porro, Vita e pensiero, 1998